# ATC 코드 V07
ATC 코드 V07은 ATC 코드의 모든 기타 비치료 제품으로 사용하는 것을 정리한 코드이다.

ATC 코드 V 기타의 하위그룹을 이룬다.
동물용 코드(ATCvet 코드)의 경우 인체의약품 코드 앞에 Q가 들어가게 된다. 예 : QV07.